# Xie Jin
Xie Jin (Chinees: 謝晉 / 谢晋) (Shangyu (Zhejiang), 21 november 1923 – aldaar, 18 oktober 2008) was een Chinees filmregisseur. Hij brak door met de film Vrouwelijke basketbalspeler no. 5. Zijn laatste succes was de film: Opiumoorlog.

## Levensloop
Xie werd geboren in de provincie Zhejiang. In de jaren 30 verhuisde het gezin naar Shanghai. In 1938 ging Xie naar Hongkong net als zijn vader, waar hij ook nog één jaar studeerde. Toen hij 1939 terugkeerde naar Shanghai ging hij daar nog een paar jaar naar de middelbare school. In zijn vrije tijd volgde hij cursussen in drama en de filmacademie. Hij kreeg onder andere les van Huang Zuolin en Wu Renzhi. In de tussentijd speelde hij eveneens mee in het studententoneel geleid door Yu Ling, waar hij onder andere de rol van Yue Yun vertolkte in het stuk Yue Yun.
In 1941 schreef Xie zich in bij de toneelopleiding van de Jiang'an Nationale Toneelschool in Sichuan. Hier werd o.a onderwezen door notabele mentoren als: Cao Yu, Hong Shen, Jiao Juyin, Ma Yanxiang en Chen Liting. In 1943 beëindigde hij voortijdig zijn studie en ging werken als toneelmeester, scriptschrijven en acteur bij het Chinees Jeugdtoneelagentschap in Chongqing. In 1946 pakte Xie weer zijn studie op aan de Nationale Toneelschool in Nanking, waar hij toen een opleiding in regisseren volgde. In 1948 ging hij aan de slag bij de filmmaatschappij Datong waar hij onderdirecteur werd.
Na de totstandkoming van de Volksrepubliek China, schreef Xie zich in bij het politiek onderzoeksbureau van de Chinese Revolutionaire Universiteit. Later werd hij onderdirecteur en directeur van respectievelijk de Changjiang filmstudio en Shanghai filmstudio.
Xie regisseerde meer dan 20 films gedurende zijn carrière. Zijn debuut; Vrouwelijke Basketbalspeler no. 5, was de eerste sportfilm in kleur in de volksrepubliek, welke de zilveren prijs won op het jeugd filmfestival in 1957 en de 'El Sombrero de Plata' (Zilveren Hoed) in de Mexicaanse Internationale Filmweek in 1958.
In de vroege morgen van 18 oktober 2008 werd Xie Jins stoffelijk overschot gevonden in zijn hotelkamer in Shangyu.

## Films
| Jaar | Internationale Titel                | Nederlandse Titel                      | Chinese Titel    | Pinyin Transliteratie        |
| ---- | ----------------------------------- | -------------------------------------- | ---------------- | ---------------------------- |
| 1957 | Woman Basketball Player No. 5       | Vrouwelijke basketbalspeler no. 5      | 女籃五號         | nǚ lán wǔhào                 |
| 1961 | The Red Detachment of Women         | De rode afstandelijkheid van vrouwen   | 紅色娘子軍       | hóngsè niáng zǐ jūn          |
| 1962 | Big Li, Little Li and Old Li        | Grote Li, Kleine Li en Oude Li         | 大李，小李和老李 | dà lǐ, xiǎo lǐ hé lǎo lǐ     |
| 1965 | Two Stage Sisters                   | Twee Podiumzusters                     | 舞台姐妹         | wǔtái jiěmèi                 |
| 1975 | Chunmiao                            | Chunmiao                               | 春苗             | chūn miáo                    |
| 1977 | Youth                               | Jeugd                                  | 青春             | qīngchūn                     |
| 1979 | Cradle                              | Krat                                   | 啊! 搖籃         | a! yáolán                    |
| 1980 | Legend of Tianyun Mountain          | Legende van de Tianyunberg             | 天雲山傳奇       | tiān yún shān chuán qí       |
| 1982 | The Herdsman                        | De Herder                              | 牧馬人           | mù mǎ rén                    |
| 1984 | Qiu Jin                             | Qiu Jin                                | 秋瑾             | qiū jǐn                      |
| 1985 | Wreaths at the Foot of the Mountain | Bloemenkransen aan de voet van de berg | 高山下的花環     | gāoshān xià de huāhuán       |
| 1986 | Hibiscus Town                       | Hibiscus stad                          | 芙蓉鎮           | fú róng zhèn                 |
| 1989 | The Last Aristocrats                | De laatste aristocraten                | 最後的貴族       | zuìhòu de guìzú              |
| 1992 | Bell of Purity Temple               | De bel van de tempel der puurheid      | 清涼寺的鐘聲     | qīng liáng sì de zhōng shēng |
| 1993 | An Old Man and His Dog              | Een oude man en zijn hond              | 老人和狗         | lǎorén hé gǒu                |
| 1996 | Behind the Wall of Shame            | Achter de muur van schaamte            | 女兒谷           | nǚér gǔ                      |
| 1997 | The Opium War                       | De Opiumoorlog                         | 鴉片戰爭         | yāpiàn zhànzhēng             |
| 2001 | Woman Soccer Player No. 9           | Vrouwelijke basketbalspeler no. 9      | 女足九號         | nǚ zú jiǔ hào                |